# The World of David Bowie
The World of David Bowie is het eerste compilatiealbum van de Britse muzikant David Bowie, uitgebracht in 1970. Op het album staan nummers van zijn eerste album David Bowie uit 1967, alsmede een aantal nog niet eerder verschenen nummers - dit zijn "Karma Man", "Let Me Sleep Beside You" en "In the Heat of the Morning". Bowie stelde zelf de tracklist samen. De foto op de hoes werd genomen door David Bebbington.

## Tracklist
- Alle nummers geschreven door Bowie.

1. "Uncle Arthur" – 2:07
2. "Love You till Tuesday" – 3:09
3. "There Is a Happy Land" – 3:11
4. "Little Bombardier" – 3:24
5. "Sell Me a Coat" – 2:58
6. "Silly Boy Blue" – 3:48
7. "The London Boys" – 3:20
8. "Karma Man" – 2:58
9. "Rubber Band" – 2:17
10. "Let Me Sleep Beside You" – 3:24
11. "Come and Buy My Toys" – 2:07
12. "She's Got Medals" – 2:23
13. "In the Heat of the Morning" – 2:55
14. "When I Live My Dream" – 3:22

## Musici
- David Bowie: zang, gitaar
- John McLaughlin: gitaar op "Karma Man" en "Let Me Sleep Beside You"
- Herbie Flowers: basgitaar
- Tony Visconti: basgitaar, achtergrondzang
- Barry Morgan of Andy White: drums
- Steve Peregrin Took: pixifoon